# Клод де Гиз
Клод I Лотарингский (20 октября 1496, Кюстин — 12 апреля 1550, Жуанвиль) — граф д’Омаль (1508), титулярный граф де Гиз (1508—1520), граф де Гиз (1527), барон д’Эльбёф, де Майенн и де Жуанвиль (1508), герцог де Гиз (1528), пэр Франции (1528). Французский военный деятель и основатель рода Гизов. Устроитель усадьбы Гран-Жарден.

## Биография
Сын Рене II (1451—1508), герцога Лотарингии (1473—1508), и Филиппы д’Эгмонт (ок. 1465—1547).
Родился в Лотарингии, воспитывался при дворе короля Франции. В 1506 году король Людовик XII «предоставил ему права французского гражданства», впоследствии противники Гизов используют этот факт для названия их партии как «иностранной». Действительно, герцоги Лотарингии, владевшие пограничными землями, были одновременно вассалами и короля Франции, и императора Священной Римской империи.
В 1508 году, после смерти своего отца, Клод стал сеньором де Жуанвиль, де Майенн, д’Эльбёф и д’Аркур.
В период правления Франциска I Клод де Гиз проявил себя хорошим солдатом и талантливым полководцем. Участвовал в сражении при Мариньяно (1515), где был серьёзно ранен, в осаде Фуэнтеррабиа (1521), в битвах при Эдене (1522) и Нёфшато (1523).
В 1525 году Франциск I отправил его защищать восточные границы королевства, с чем Гиз успешно справился при помощи своего старшего брата Антуана, герцога Лотарингии. Охрана восточной границы не позволила Гизу участвовать в сражении при Павии (1525), закончившейся катастрофой и пленением короля Франции.
Вскоре после возвращения из плена Франциск I в благодарность за его мужество и лояльность, возвёл владения Гиза в герцогство-пэрство (1528).

## Семья Клода де Гиза
Жена: (с 9 июня 1513 года) Антуанетта де Бурбон-Вандом (1493—1583), дочь Франсуа де Бурбона, графа Вандома, и Марии Люксембургской, графини де Сен-Поль. Имели 12 детей:
1. Мария (по второму мужу — Стюарт) (22 ноября 1515 — 11 июня 1560), м1- (с 1534) Людовик (ум. 1537), герцог де Лонгвиль, м2- (с 1538) Яков V (10 апреля 1512 — 14 декабря 1542), король Шотландии.
2. Франсуа (24 февраля 1519 — 18 февраля 1563), 2-й герцог де Гиз, глава католиков, генерал-лейтенант Франции.
3. Луиза (10 января 1521 — 18 октября 1542). Муж (20.02.1542): Шарль II де Крой (1522—1551), герцог ван Арсхот, принц де Шиме
4. Рене (1522—1602).
5. Шарль (17 февраля 1524 — 26 декабря 1574), кардинал Лотарингский, архиепископ Реймсский, епископ Меца, герцог де Шеврез с 1555 года.
6. Клод II (18 августа 1526 — 3 марта 1573), герцог д’Омаль.
7. Людовик (21 октября 1527 — 29 июля 1578), кардинал де Гиз, архиепископ Санский.
8. Филипп (1529—1529).
9. Пьер (1530 — июнь 1530).
10. Антуанетта (1531—1561), аббатиса.
11. Франциск (1534—1563), великий приор Мальтийского ордена.
12. Рене II (14 августа 1536 — 14 декабря 1566), барон, затем маркиз д’Эльбёф.

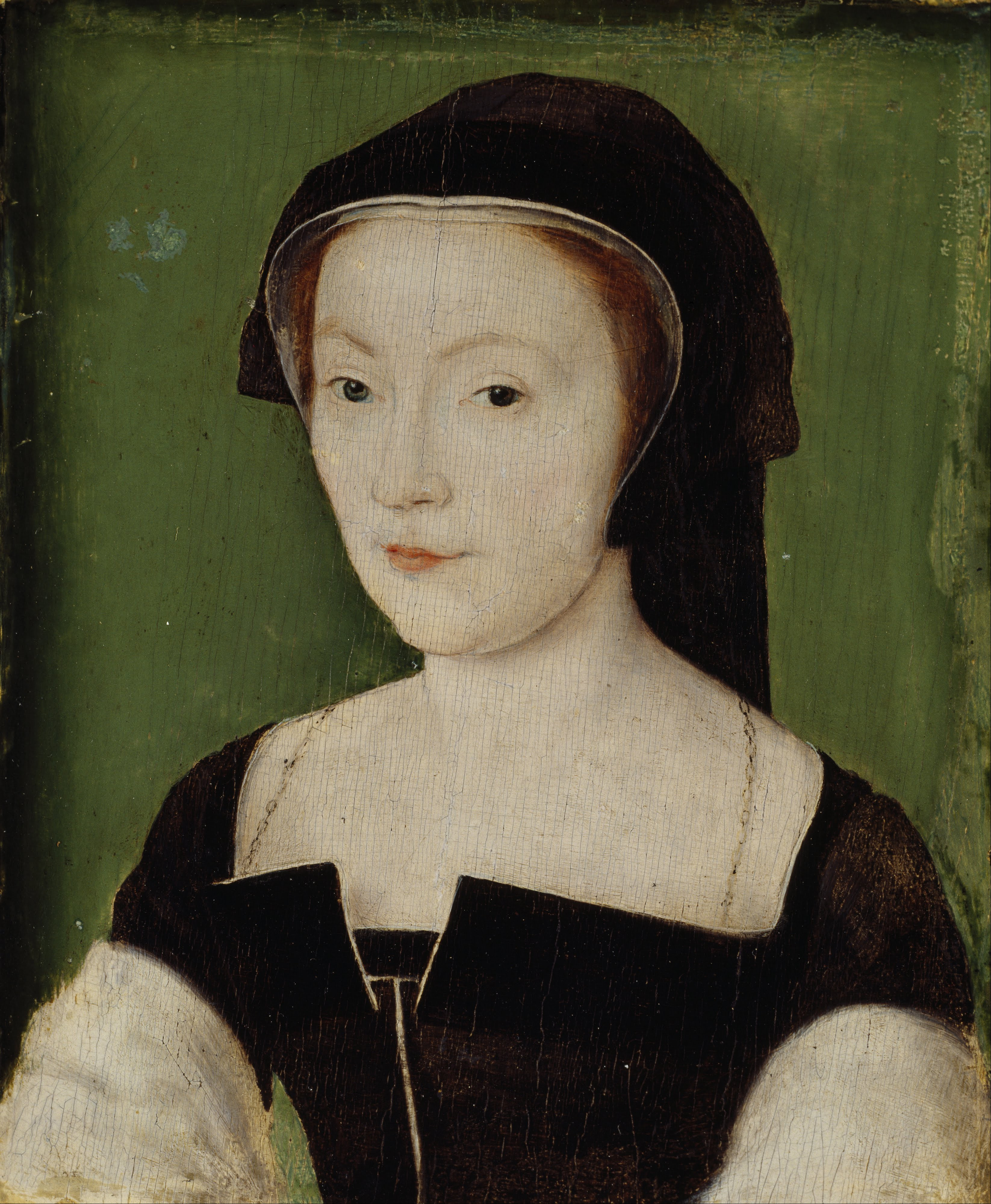
Мария
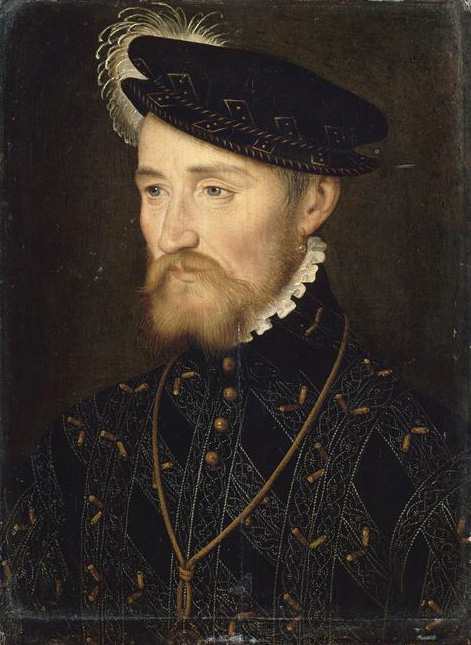
Франциск
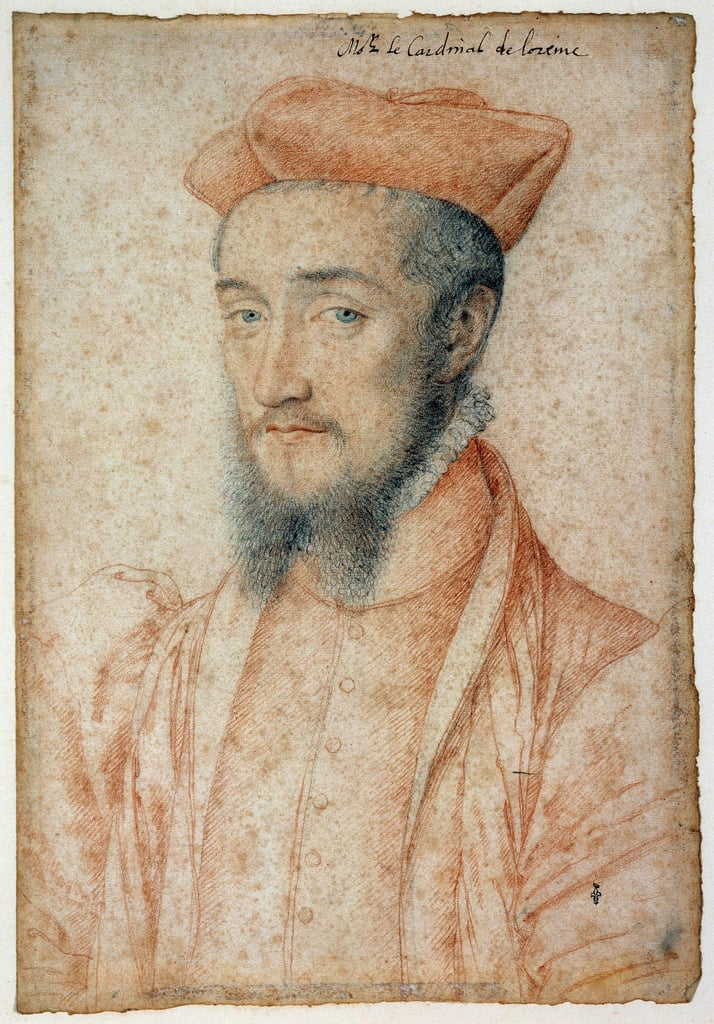
Карл
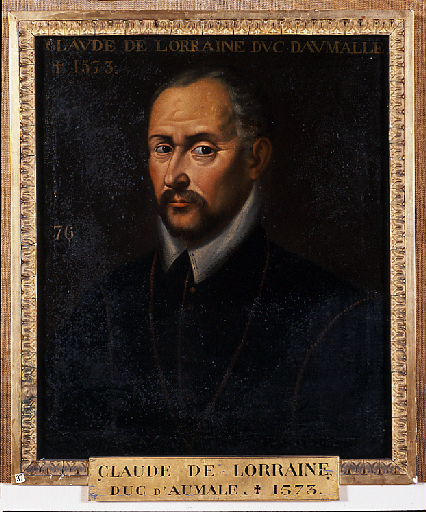
Клод II
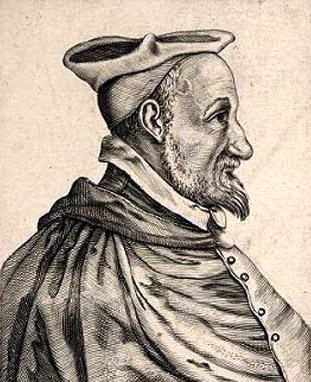
Людовик